# Datel černý
Datel černý (Dryocopus martius) je velký druh šplhavce z čeledi datlovitých (Picidae), který je široce rozšířen v palearktické oblasti včetně Česka. Areál výskytu druhu se táhne od Španělska na sever do Skandinávie a pokračuje na východ až po Kamčatku a Japonsko. Stanoviště druhu tvoří jehličnaté, smíšené i listnaté lesy staršího typu.
S délkou těla kolem 45–50 cm se jedná o největšího datlovítého ptáka palearktu. Opeření druhu je černé, čepička je sytě červená – u samců celá, u samic jen v zátylku. Slonovinově zbarvený zobák je dýkovitý, silný s ostrou špičkou. Datel černý má poměrně bohatý vokální projev, který navíc doplňuje tzv. bubnováním, čili rychlými údery zobákem o kmen stromu, čímž si vyznačuje teritorium a komunikuje s partnerem. Hnízdí ve stromových dutinách, které si sám tesá. Samice klade nejčastěji 3–5 vajec, inkubují oba partneři. Mláďata opouští hnízdo ve stáří 24–28 dnů, pohnízdní rozptyl nastává za další 1–2 měsíce.
Vytesané dutiny datlů černých jsou využívány i některými dalšími druhy ptáků, savců i bezobratlých, pročež je datel černý považován za klíčový druh. Živí se hlavně mravenci i dalším hmyzem všech stádií (dospělci, kukly, larvy). Často zbavuje les dřevokazného hmyzu jako jsou kůrovci a tesaříci, pročež se mu někdy přezdívá „lékař stromů“ nebo „lékař lesa“. Datel černý je spolehlivý indikátor kondice lesa a deštníkovým druhem.

## Systematika
Formální popis druhu se datuje již do roku 1758, kdy švédský přírodovědec Carl Linné v 10. vydání svého díla Systema Naturae druh popsal pod názvem Picus martius. Linné za typovou lokalitu druhu uvádí Evropu, moderní taxonomie typovou lokalitu zpřesnila na Švédsko. Druh se dnes řadí do rodu Dryocopus, který byl vytyčen německým přírodovědcem Friedrichem Boiem v roce 1826.
Rozlišují se 2 poddruhy:
- D. m. martius (Linnaeus, 1758) – rozšířen po většině Evropy přes Kamčatku po Japonsko;
- D. m. khamensis (Buturlin, 1909) – rozšířen v jihozápadní Číně a Tibetu.

Rodový název Dryocopus pochází z řeckého druokopos, čili „datel“ (drus = „strom“, kapos = „bití“). Druhové jméno martius pochází z latinského picus, v překladu – opět – „datel“.

## Popis
Datel černý měří kolem 45–50 cm. Rozpětí křídel se pohybuje kolem 67–73 cm a váha dospělého jedince dosahuje 300–400 g. Tyto parametry z druhu činí největšího zástupce rodu Dryocopus. Pokud nepočítáme datla císařského (Campephilus imperialis) nebo datla knížecího (Campephilus principalis), kteří jsou patrně vyhynulí, datel černý je druhý největší datel na světě. Velikostně jej předčí pouze asijský příbuzný datel břidlicový (Mulleripicus pulverulentus).

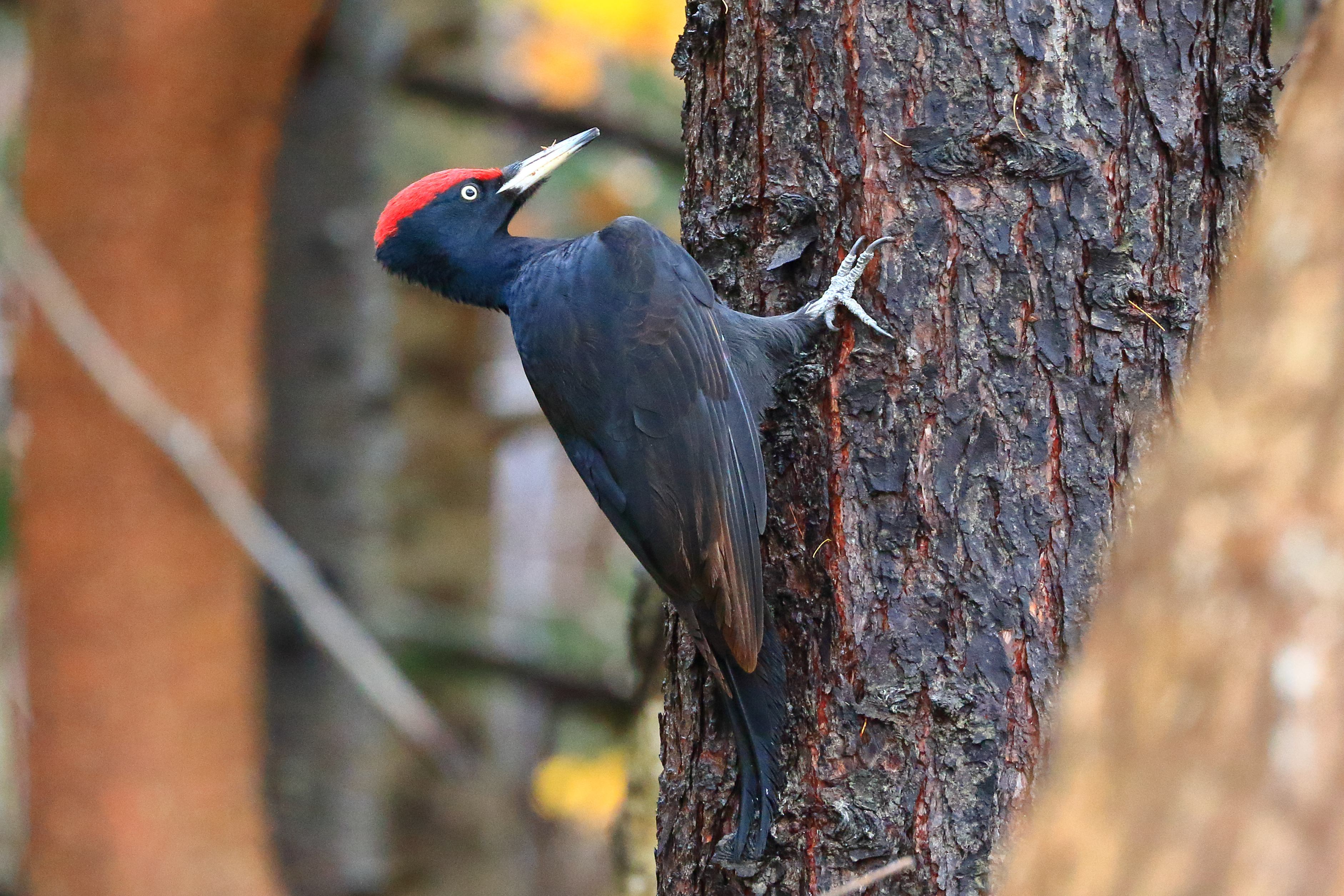
Samec na stromě, za povšimnutí stojí podpěra těla pomocí tuhých rýdovacích per ocasu

Datel černý je pták jemných tvarů s poměrně tenkým krkem. Jak už název druhu napovídá, opeření datla černého je po většině těla čistě černé. Tato černá má někdy až namodralý odlesk. Korunka neboli čepička je červená. Zatímco u samců je celá korunka od kořene zobáku po temeno červená, u samic je červená jen zadní část temene. Duhovka je bílá, krémová či žlutá. Na zornici v její přední části u zobáku navazuje většinou ještě malá černá skvrnka různého tvaru a velikosti, která tak dává zornici hruškovitý tvar. Tento znak je přítomen u zhruba 85 % populace, jeho význam je zatím nejasný. Zobák ve tvaru špičaté dýky je slonovinově zbarvený, jeho špička a hřeben horní čelisti jsou tmavé. Juvenilní jedinci jsou velmi podobní dospělcům, avšak jejich opeření je namísto černé spíše tmavě hnědé a jejich červená korunka není tak výrazně zbarvená; duhovky juvenilů jsou tmavé, zobák bílý. Podobně jako ostatní datlovití, i datel černý je dobře vybaven ke šplhání po stromech. Jeho nohy jsou silné s dlouhými drápy. Dva prsty směřují dopředu a jeden dozadu. Při balancování na stromech si vypomáhá svým silným ocasem s tuhými rýdovacími pery, kterými se opírá o kmen stromu.
V letu lze datla černého od ostatních datlovitých odlišit pomocí přímého, mávavého a jemně nemotorného letu. Ostatní datlovití létají vlnkovaně.

## Rozšíření a stanoviště

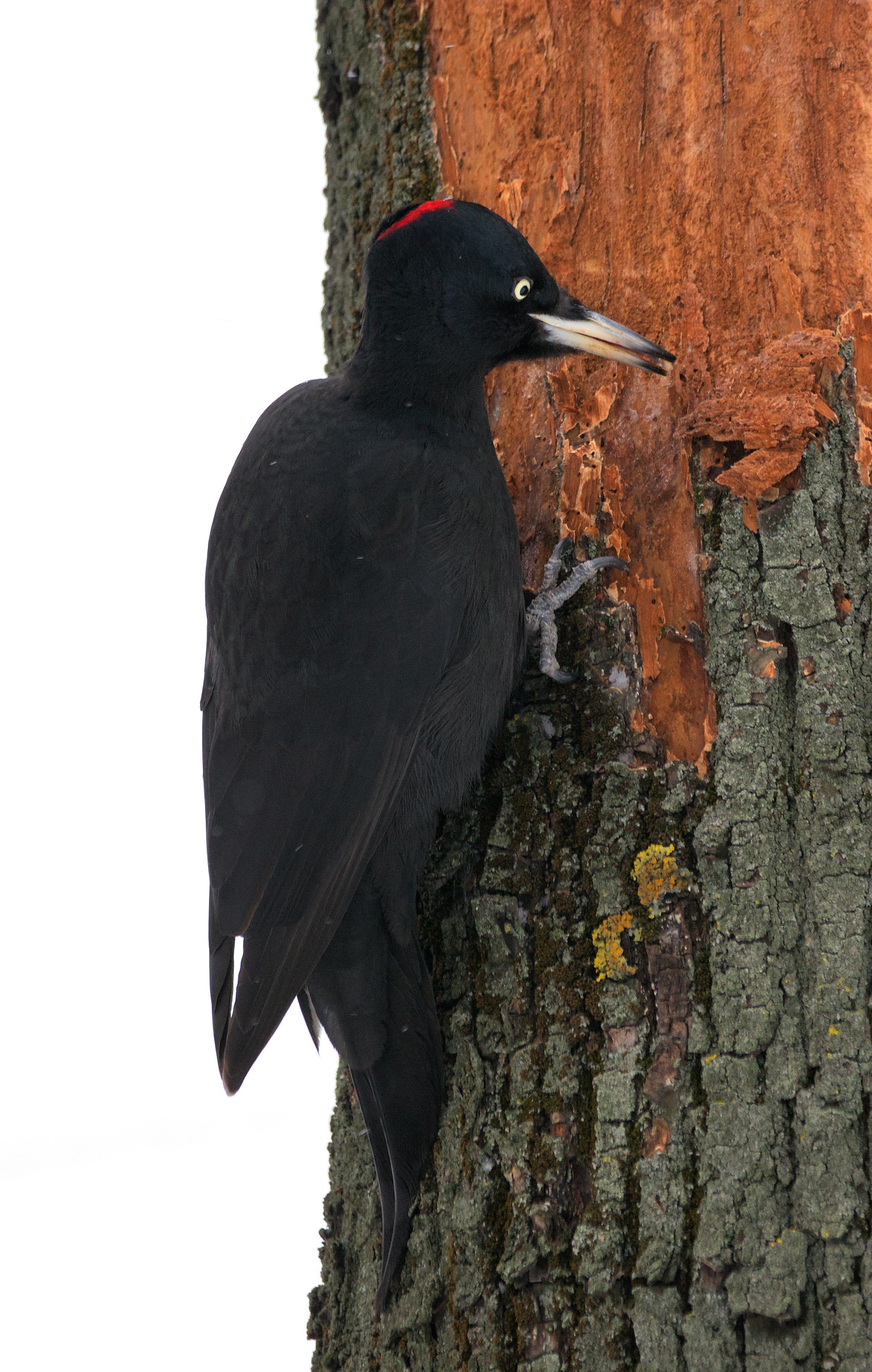
Samice datla má červenou pouze zadní část čepičky

Datel černý je druhem s palearktickým typem rozšíření. Areál subs. martius sahá od severního Španělska na sever po Skandinávii až za polární kruh. Na jih vede přes celou Evropu až po jižní Balkán a severní Turecko na východ přes Írán a asijskou tajgu až po Kamčatku, Korejský poloostrov a Japonsko. V severní Africe se nevyskytuje, z Portugalska jsou hlášeni jen zatoulaní jedinci. Subsp. khamensis se vyskytuje pouze v jihozápadní Číně a Tibetu. Do západní Evropy datel černý přitom expandoval až v průběhu 20. století. Např. v Belgii bylo první hnízdění  zaznamenáno kolem roku 1908, v Lucembursku a v Nizozemí v roce 1915 a v Dánsku se první věrohodné hnízdění datuje až do roku 1961. Ve Francii před rokem 1950 hnízdil pouze vzácně v hornatých oblastech, avšak někdy od roku 1957 začal hojně osídlovat i nížinaté oblasti směrem od východní části země na západ. K roku 1983 hnízdil nejméně v 53 francouzských departmentech.
Podobný průběh expanze probíhá i ve Španělsku, kde byl datel černý ještě v 90. letech 20. století přítomen jen ve dvou hornatých lokacích (Kantábrie a Pyreneje). Během průzkumu z 10. let 21. století vyšlo najevo, že se postupně rozšířil i do nížinatých oblastí až k mořské hladině a kolonizoval hospodářky udržovaný sekundární les. Evropská expanze druhu bývá dávána do souvislosti se zvýšenou lesnatostí krajiny, šetrnějším obhospodařováním lesů i vznikem chráněných oblastí a ptačích území. Datel černý se k roku 2019 nenacházel na Britských ostrovech, nicméně expert na datlovité Gerard Gorman v roce 2019 spekuloval, že je jen otázkou času, než datel černý přeletí Lamanšský průliv a kolonizuje i Britské ostrovy.

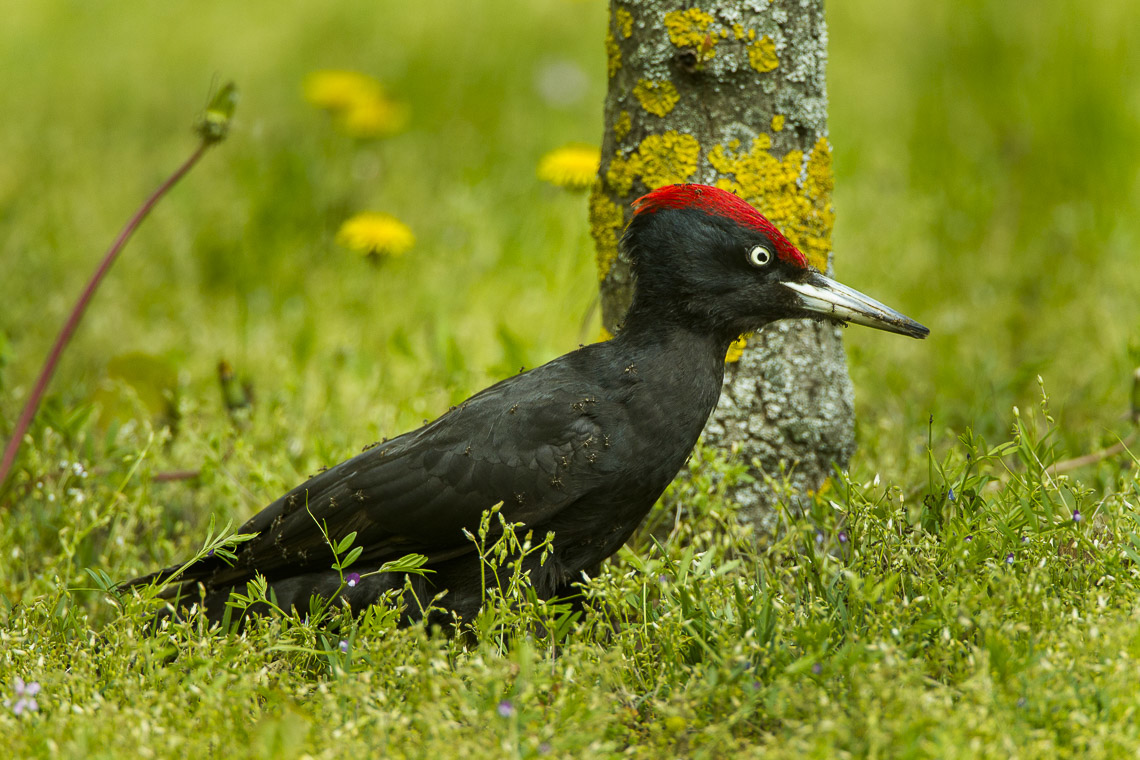
Datel černý při mravenčení (Maďarsko)

Globální populace se v roce 2015 hrubě odhadovala na 6,3–10,4 milionů dospělých jedinců, z čehož kolem 2,2–3,6 milionu připadlo na Evropu. Těžiště evropské populace leží v Rusku, kde se vyskytuje kolem 1–2 milionu dospělců. Z dalších početně významných zemí lze zmínit Bělorusko, Finsko, Německo, Polsko, Rumunsko nebo Švédsko, kde je řádově přítomno desítky tisíc dospělých datlů černých.

Přirozené stanoviště druhu tvoří veškeré typy starších lesů. Např. ve Skandinávii a na Sibiři se jedná o smrkové a borovicové lesy s příměsí modřínů, bříz, topolů a olší. Ve střední Evropě obývá všechny typy jehličnatého, smíšeného i opadavého lesa od lužních po subalpínské porosty. Nevyhovují mu extrémně husté lesy. Vedle přirozených původních lesů obývá i sekundární lesy. K životu nepotřebuje rozlohově velký souvislý les, nicméně extrémně izolované shluky stromů typu aleje a osamocené remízky mu k životu nestačí. V menších lesních celcích s dostatkem dutinových a potravních možností se však může bez problémů vyskytovat. Ve Švédsku nebyl nalezen rozdíl v hustotě výskytu datla černého obývající souvislý les a izolované lesní celky v zemědělské krajině, kde les tvořil pouze 25 % plochy. Vhodnost stanoviště spíše než na rozloze lesa závisí na stáří stromů a dostatečné potravní nabídce. Obývá převážně stanoviště do 1200 m n. m., avšak může se vyskytovat i do 2000 m n. m., v Číně dokonce do 2400 m n. m.

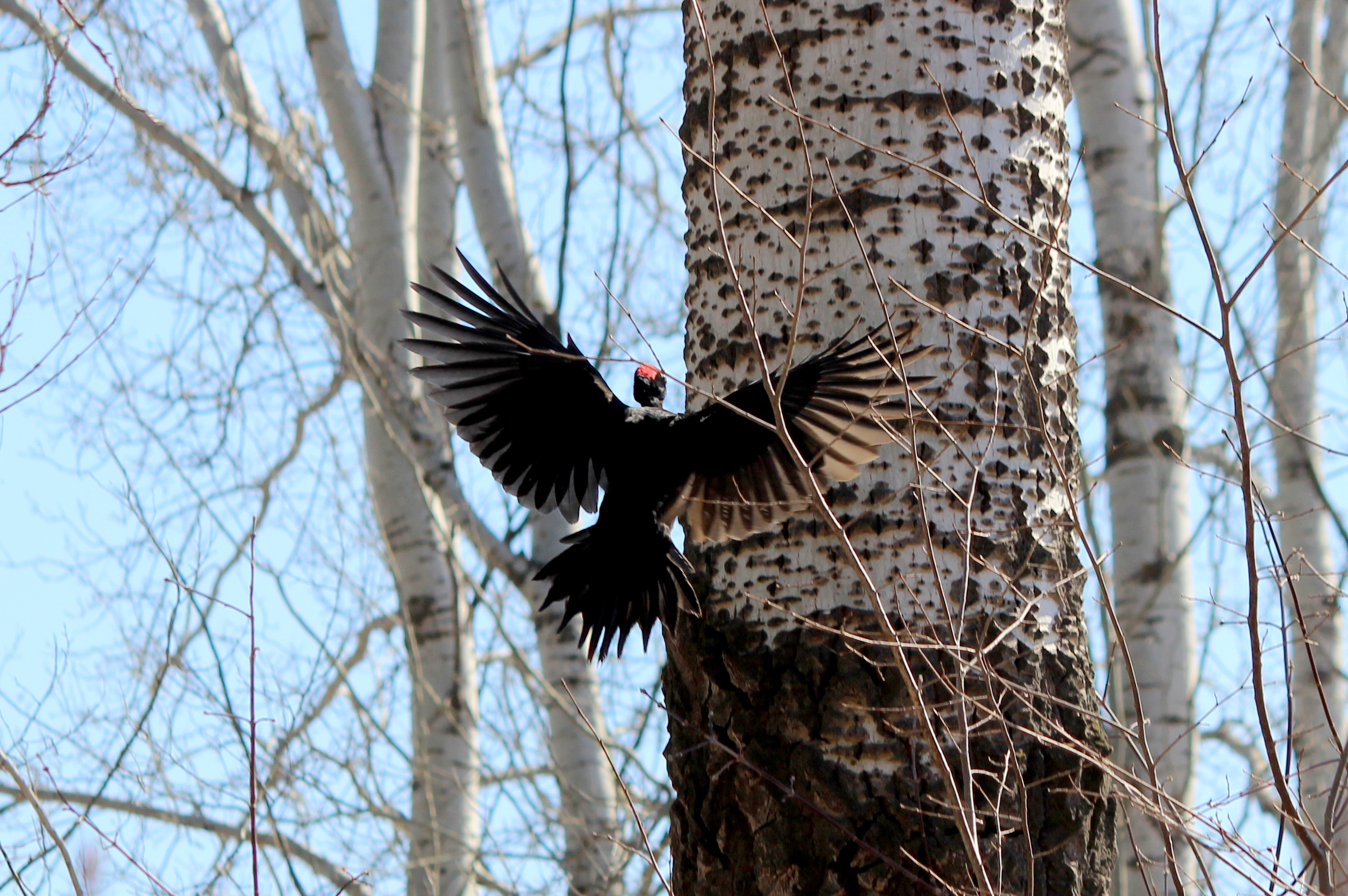
Datel černý přistává na stromě

### Výskyt v Česku
V Česku hnízdí na celém území, hlavně v pahorkatinách a horách, ale ve vhodném prostředí i v nížinách. Celková početnost byla v letech 1985–1989 odhadnuta na 3000–6000 párů, v období let 2001–2003 na 4000–8000 párů. Podle dat z Jednotného programu sčítání ptáků od té doby početnost datla černého v Česku nadále stoupá.

## Biologie
Datel černý je relativně krotký pták, ke kterému se dá přiblížit na poměrně blízkou vzdálenost. Při napodobování hlasu nebo bubnování člověkem může datel odpovědět zpět nebo přiletět prozkoumat zdroj zvuku blíže. Po zemi se pohybuje nemotorným hopsáním. Jedná se převážně o stálý druh, i když některé severské populace mohou v září i dříve táhnout na zimu do střední Evropy. V některých horských oblastech dochází u datla k výškové migraci. Datel černý je dobrým indikátorem kondice lesa a odráží četné kvalitativní charakteristiky jako je druhová pestrost a množství starých stromů. Jedná se o deštníkový druh, jelikož sdílí většinu svých ekologických požadavků s ostatními lesními druhy a ochranou datla černého se zajišťuje ochrana celého ekosystému, ve kterém žije. Datel černý je poměrně teritoriální, avšak hranice teritoria nejsou striktně vyhraněné a jedinci brání pouze klíčové lokace na svém teritoriu jako je hnízdní dutina.

### Hlas a bubnování
Hlasový repertoár je poměrně bohatý. V letu se ozývá vysoce položeným, vířivým, hlasitým „krúč-krúč-krúč“ nebo „kru-kru-kru“, občas melodickým „kví kví kví“ či o něco malebnějším „prí-prí-prí“. Teritoriální a kontaktní volání z bidla představuje kvílivé, žalostné a daleko dosahující „klííí“ nebo „klííía“. Během toku vydává množství různých hvízdavých strof pronášených ve stejné výšce, například „kvih kvi kvi-kvi…“.

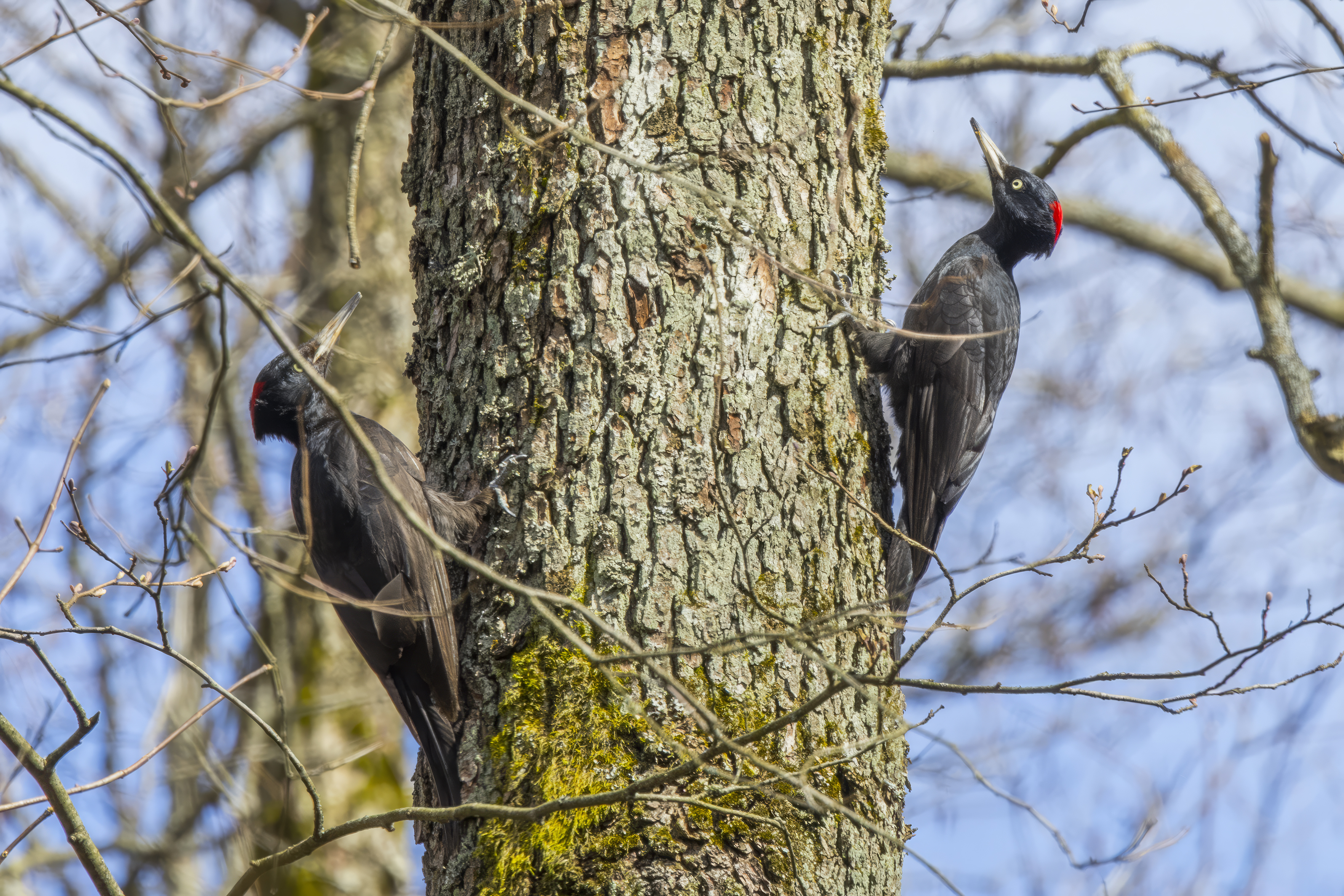
Dvojice samic datla černého

Hlavně v předjaří a na jaře lze datla černého rozpoznat podle hlasitého bubnování připomínající kulomet, které je slyšitelné až na 2–4 km. Zvuk je vydáván extrémně rychlými údery zobáku o kmen stromu. Toto bubnování je oproti strakapoudům poněkud pomalejší, přednášené ve výbušných sériích dlouhých 1,75–3 sekundy (samec bubnuje déle a častěji než samice). Bubnují samec i samice. Bubnování není vydáváno hloubením hnízdních dutin nebo potravních otvorů, ale jedná se o prostředek vymezení teritoria a komunikace v páru. V rámci českých datlovitých ptáků je bubnování datla černého nejhlubší, nejdelší, nejpomalejší a nejhlasitější.
Nejčastěji lze bubnování zaslechnout během námluv a hnízdění (od přelomu zimy do jara). Slabší bubnování lze slyšet i na podzim a v zimě, kdy obě pohlaví bubnují, aby vymezila svá potravní teritoria. K bubnování a ostatně i tesání je datel patřičně fyziologicky vybaven. Vedle silného zobáku má mezi zobákem a mozkovnou velmi měkkou a pružnou kostní tkáň, která tlumí vibrace, minimum mozkomišního moku (takže nedochází k jeho rozvlnění, což by mohlo ohrozit mozek) a zpevněné tělo. Jmenovat lze hlavně zvětšené krční a čelistní svaly a široká žebra. Nozdry při bázi horního zobáku jsou proti třískám chráněny krátkými štětinovými pery a oči udržuje v bezpečí před třískami silná mžurka.

### Rozmnožování

#### Tvorba hnízdních dutin

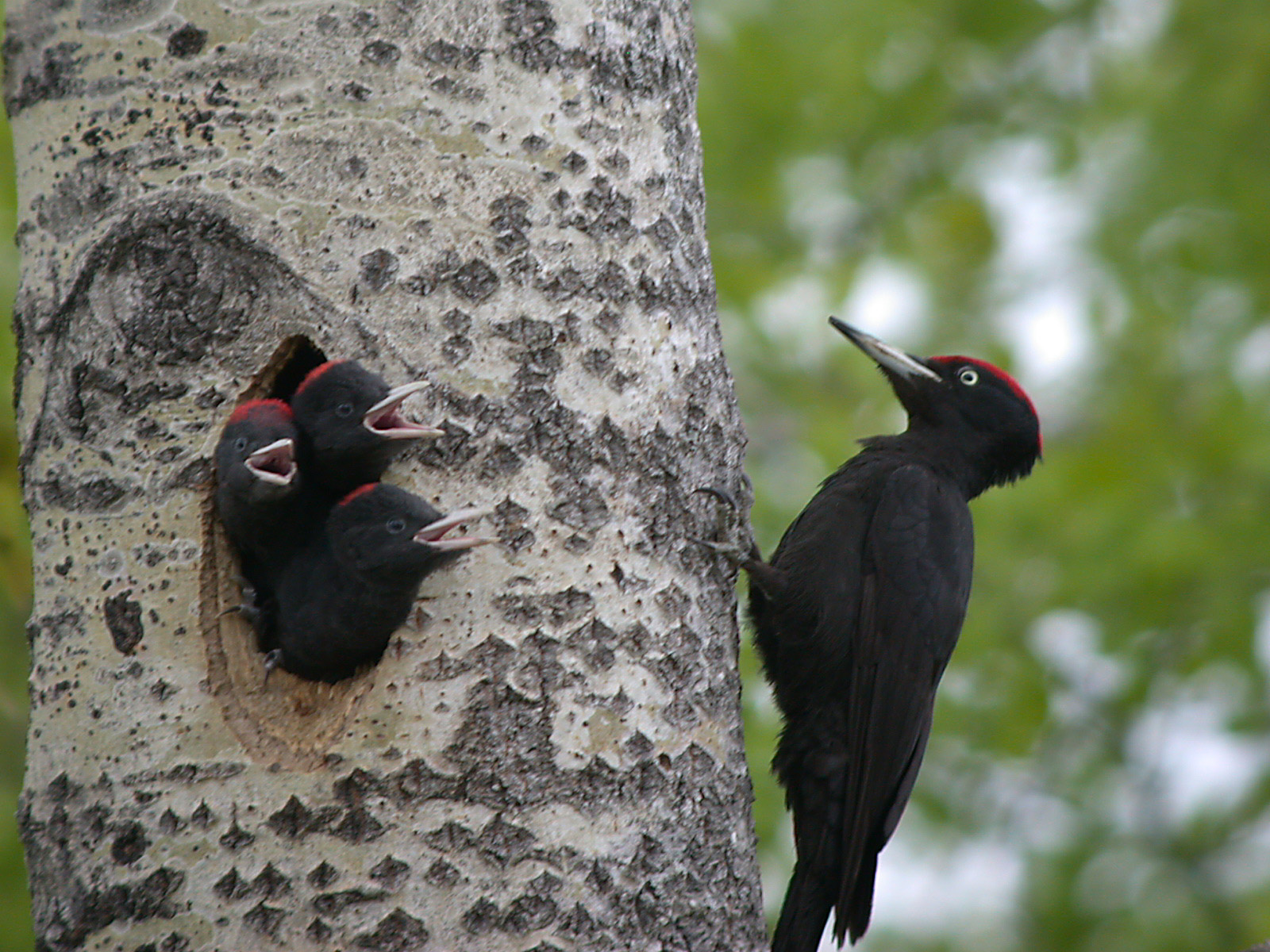
Datel černý s mláďaty, Finsko

Pro budování hnízdních dutin datel preferuje stromy, které jsou v jádrové části kmene napadené houbami, avšak jinak jsou zdravé. Tato kombinace se zdá být pro datla velmi výhodná. Tvorba hnízdní dutiny ve zcela zdravém stromě by totiž vyžadovala velké množství energie, a naopak u kompletně prohnilých starších stromů by mohl hrozit jejich pád a tím i zmaření celého hnízdění. Není zcela jasné, jakým způsobem datel dokáže rozpoznat, že strom je zevnitř napaden hnilobou. K možným vysvětlením patří, že jádrovou hnilobu dokáže rozpoznat poklepem zobáku, identifikuje ji vizuálně pomocí míst na kůře, kde se již vnitřní hniloba projevila, nebo že datel určí stav jádra na základě struktury dřeva při provedení testovacího vrtu.
V měkčím dřevě (topoly, vrby) datel může vytesat hnízdní dutinu již za 2–4 týdny. Ve tvrdším dřevě však tesání může trvat i několik let. V takovém případě datel nejdříve vydlabe zkušební vrt, ke kterému se za několik let vrátí, aby v tesání pokračoval. Hotová dutina je typicky hluboká 47–57 cm a široká 12–20 cm, s okrouhlým nebo svisle oválným vletovým otvorem o průměru 6–11 × 8–11 cm. Obvykle bývá využívána po řadu let, některé páry však tesají každý rok novou dutinu. V Česku k tesání dutiny používá nejčastěji buk, jedli nebo borovici ve výšce 8–12 m. Pokud se pár rozhodne využít starší dutinu, zvyšuje tím riziko predace. Ideálním kandidátem na tesání dutiny je vysoký osamoceně stojící strom s dlouhým úsekem kmene bez větví. Z takového stromu má datel dobrý rozhled po okolí a nepřítomnost větví snižuje možnost predace savci.
Datel černý je jediným druhem datla, který tesá dostatečně velké hnízdní dutiny pro některé sekundární dutinové hnízdiče (tzn. ptáky, kteří hnízdí v dutinách, avšak sami si je nedovedou vytesat). V Evropě k těmto ptákům patří holub doupňák, sýc rousný a hohol severní. Vedle těchto ptáků využívá hnízdní dutiny datlů černých pro vlastní hnízdo celá řada dalších ptačích dutinových hnízdičů jako je špaček obecný, puštík obecný, brhlík lesní, kulíšek nejmenší aj.). Občas mohou dutiny využít i savci. Veverka obecná a plch velký rádi využívají dutiny datlů černých jako zásobárny potravy. V dutinách datlů se usidlují i letouni nebo bezobratlí jako jsou včely, vosy, sršně, čmeláci či zlatohlávci. Z toho důvodu se dá konstatovat, že datel černý představuje ve svém biotopu klíčový druh.

#### Hnízdění

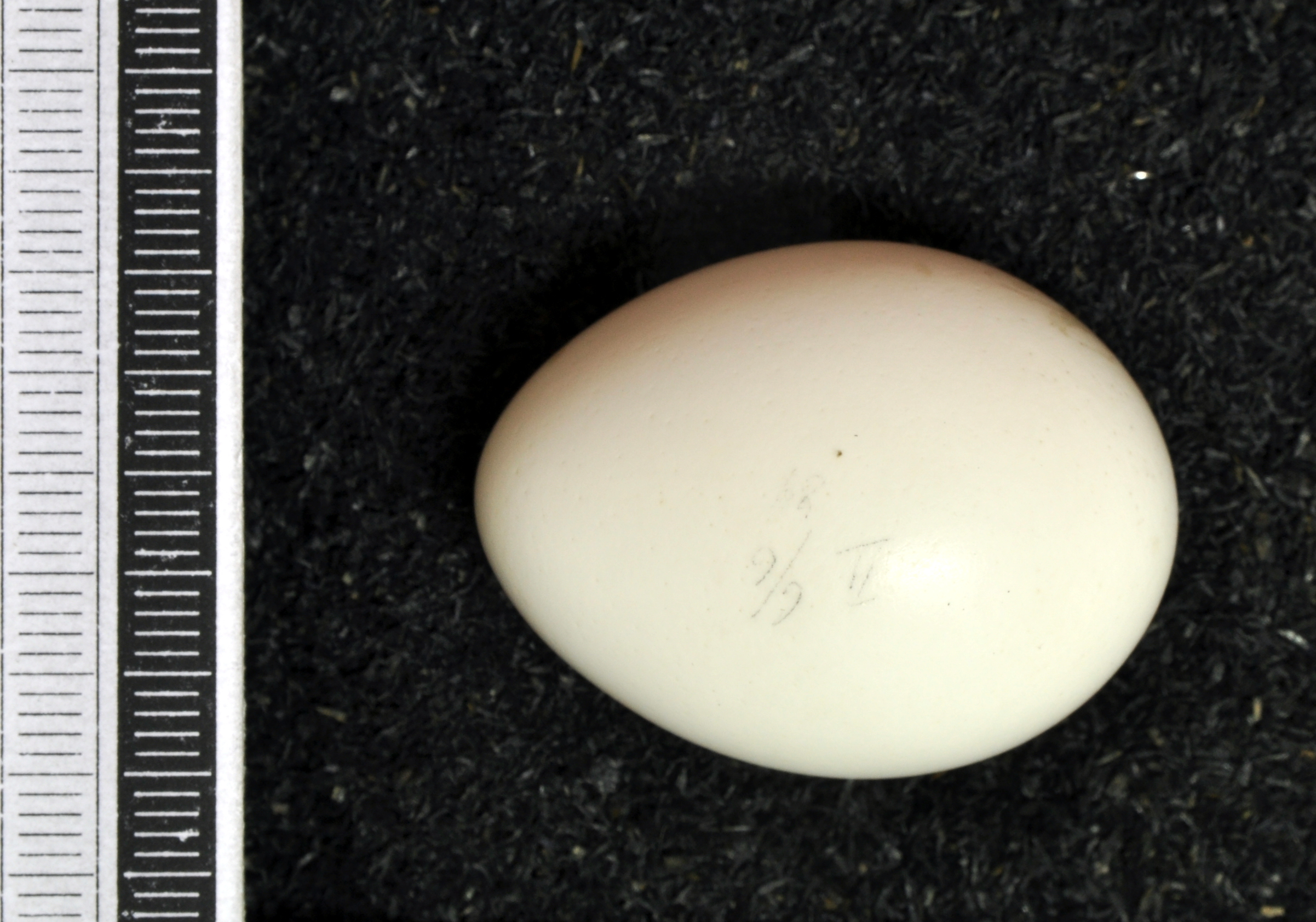
Vejce datla černého

Hnízdí jednotlivě, monogamně. Některé páry spolu setrvávají pouze jednu hnízdní sezónu, jiné se udržují po několik let. Tok začíná již v polovině února a provází ho časté bubnování a zvučné volání.

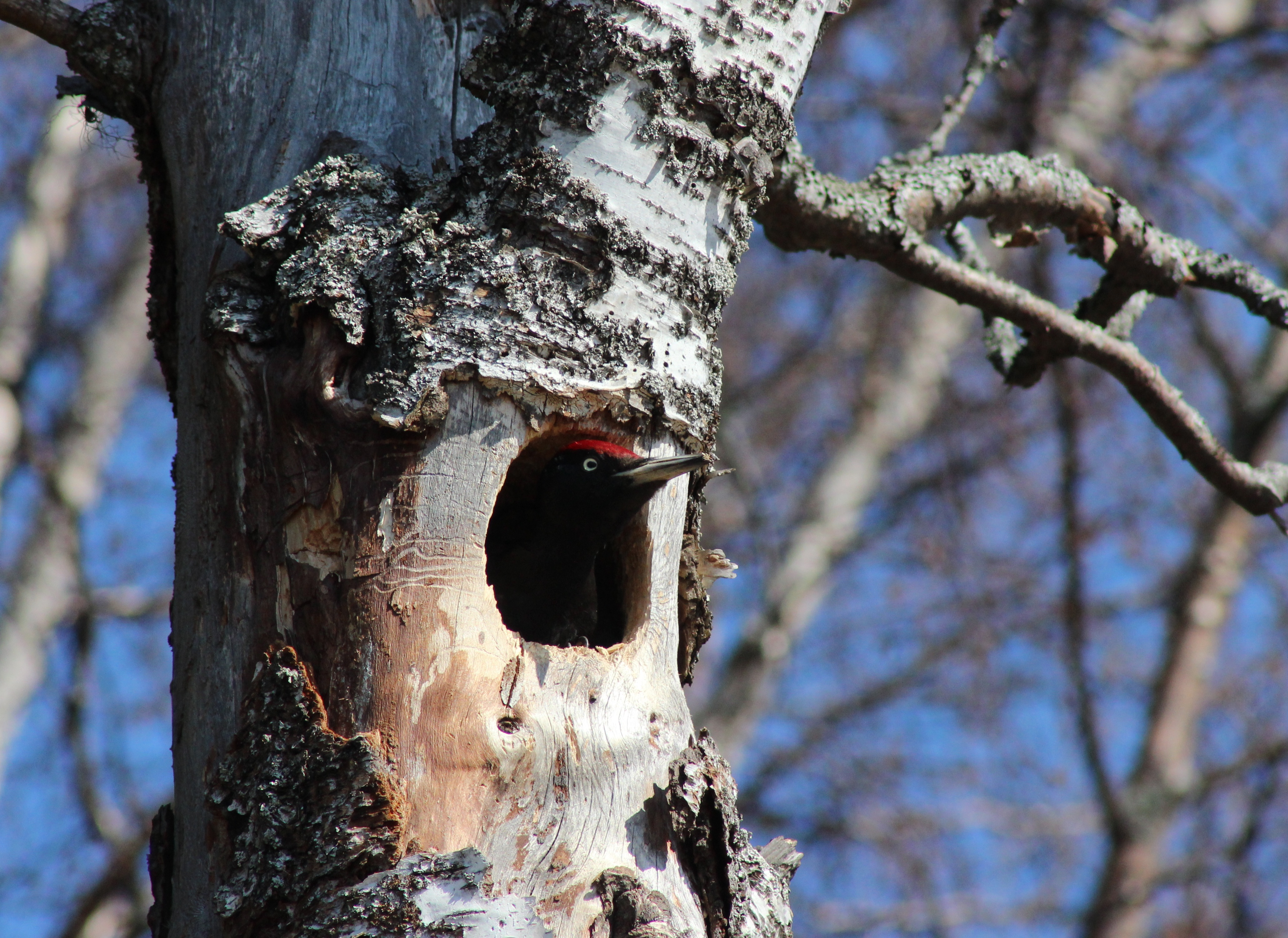
Datel černý na hnízdě

Hnízdí 1× ročně od dubna do srpna, s případnými náhradními snůškami. Samice snáší 3–5 vajec o rozměrech 34 × 25 mm.  Vzhledem k tomu, že vejce jsou ukryta v dutině, nepotřebují maskování a jsou čistě bílá. Vejce jsou kladena do třísek na dno hnízdní dutiny. Inkubace začíná od snesení 4. vejce a trvá 12–14 dnů, na vejcích sedí oba ptáci, přičemž v noci vždy jen samec, zatímco samice nocuje v jiné dutině poblíž hnízda. Mláďata jsou krmena oběma rodiči. Oči se jim otevírají po 10 dnech, v 17 dnech začínají vyhlížet z dutiny, přes kterou je v tomto věku krmí rodiče, a hnízdo opouštějí ve stáří 24–28 dnů. S rodiči setrvávají další 1–2 měsíce, poté se rodina rozpadá a mláďata jsou vypuzena z teritoria rodičů a hledají si teritorium vlastní. Pohnízdní rozptyl typicky nepřesahuje několik kilometrů či případně několik desítek kilometrů, občas však jedinci však mohou vykonávat disperzní lety o stovkách kilometrů. Pohlavně dospívají v prvním roce života. Nejvyšší známý věk okroužkovaného ptáka byl 28 let.
Hnízdní úspěšnost se podle evropských studií pohybuje kolem 80 %. Hustota výskytu hnízdního páru na 1 km² dosahovala v Pyrenejích 0,41 páru, ve Švédsku 0,15 páru.

### Predátoři
K hlavním predátorům datlů černých patří široce rozšířená kuna lesní, která např. ve Švédsku představovala zdaleka nejvýznamnějšího hnízdního predátora datlů černých. Vedle kuny lesní k potvrzeným savčím predátorům patří pouze několik dalších druhů jako je kuna skalní a veverka obecná. Za hnízdního predátora se považuje kavka obecná, která často hnízdí v dutinách jiných ptáků a je tudíž zároveň přímým hnízdním konkurentem datla černého. Z dravých ptáků patří k predátorům datlů černých jestřáb lesní, káně lesní, puštík bělavý, krahujec obecný nebo výr velký. Jednou z protipredátorských strategií datla černého je úzký vletový otvor, který je typicky jen tak velký, aby jím jeho zhotovitel proklouzl, a umístění dutiny v hladkých částech stromu daleko od větví, kde se bude pozemnímu predátorovi špatně šplhat. Míra přežití dospělých samců se pohybuje kolem 77 %, u samic to je kolem 65 %.

### Potrava

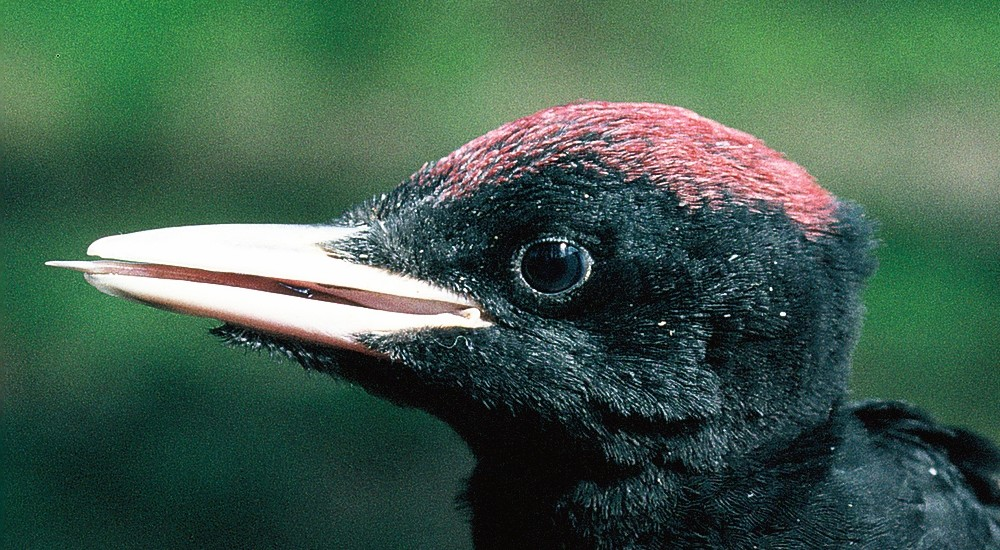
Detail hlavy s patrným dlouhým jazykem

Živí se především hmyzem, a to jak dospělci, tak larvami a kuklami. K snad nejvyhledávanější potravě patří mravenci (mj. rody Camponotus, Formica, Lasius), o jejichž mraveništích na svém teritoriu má výborný přehled. Mravence dovede lokalizovat i pod sněhovou pokrývkou. S oblibou pojídá ve dřevě žijící brouky (tesaříky, kovaříky, kůrovce) a členovce, občas sezobne i plže. Nepohrdne ani včelami, vosami, dvoukřídlými nebo pavouky. Výjimečně může pozřít i ovoce nebo bobule. K dostání kořisti z těžko dostupných míst mu napomáhá extrémně prodloužený dlouhý lepkavý jazyk se zpětnými háčky na konci, které umožňují vytáhnutí kořisti z úzkých chodbiček ve dřevě na podobném principu jako rybářský háček. Tento jazyk dokáže datel vysunou na délku přesahující jednu délku zobáku, což je možné díky jazylkovému aparátu. Tato chrupavčitá výztuha vede od zobáku kolem temenní části lebky až zpět k nozdrám.
Datel může potravu sbírat pod kůrou nebo na zemi, avšak nejčastěji ji dobývá svým silným dlátovitým zobákem z kmenů stromů. Těmto sekaným dírám se říká potravní otvory a datel je typicky tesá u paty živých stromů do výše 3 m, v pařezech nebo i v tlejícím stojícím nebo ležícím dřevě. Zatímco vletový otvor bývá hladký, potravní otvory mají roztřepené okraje. Potravní otvory mívají na výšku až 50 cm a v řadě lesních stanovišť jsou poměrně běžně k vidění. Zem kolem stromu bývá pokryta třískami.

Ukázky potravních otvorů datla černého
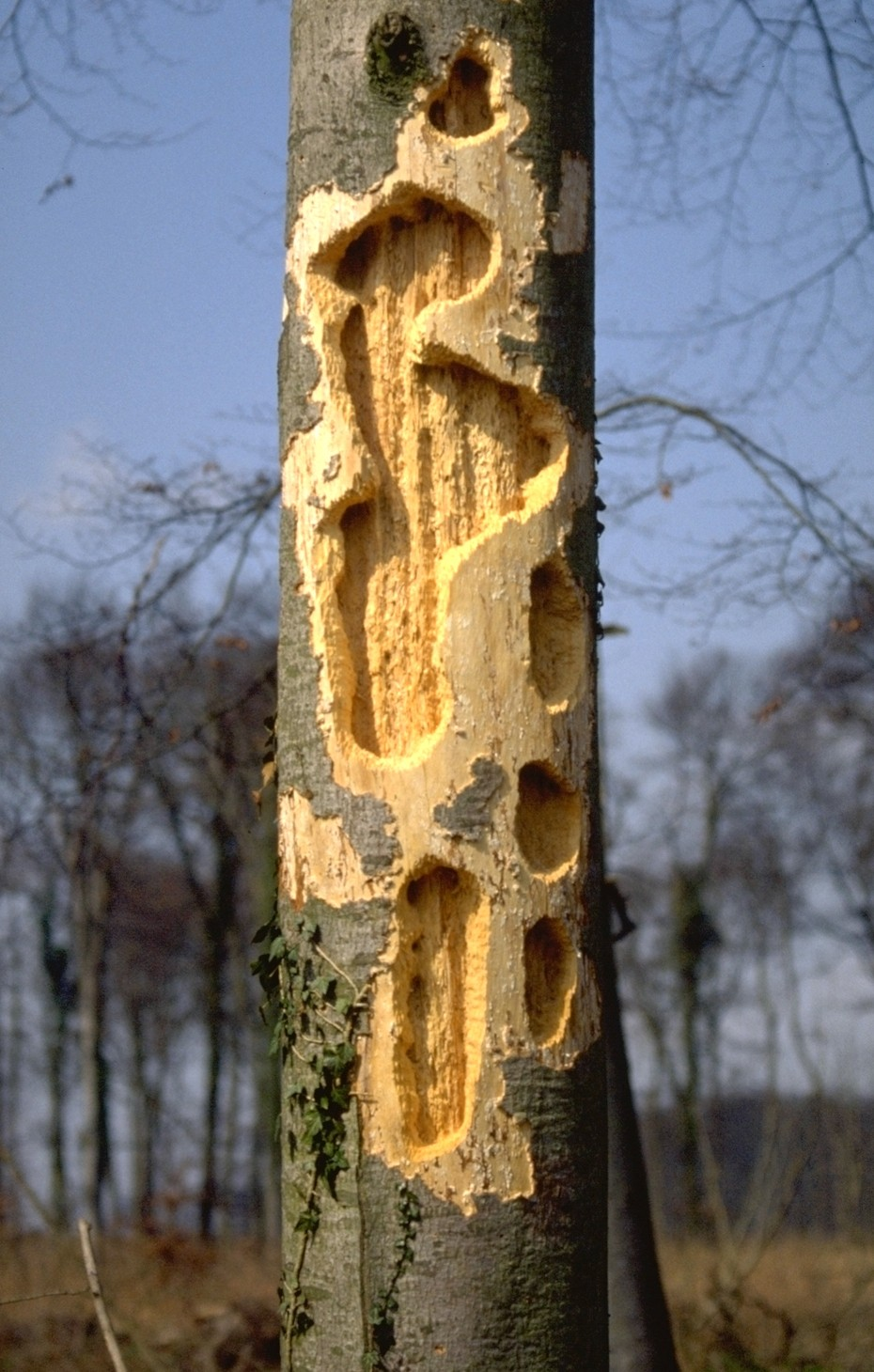
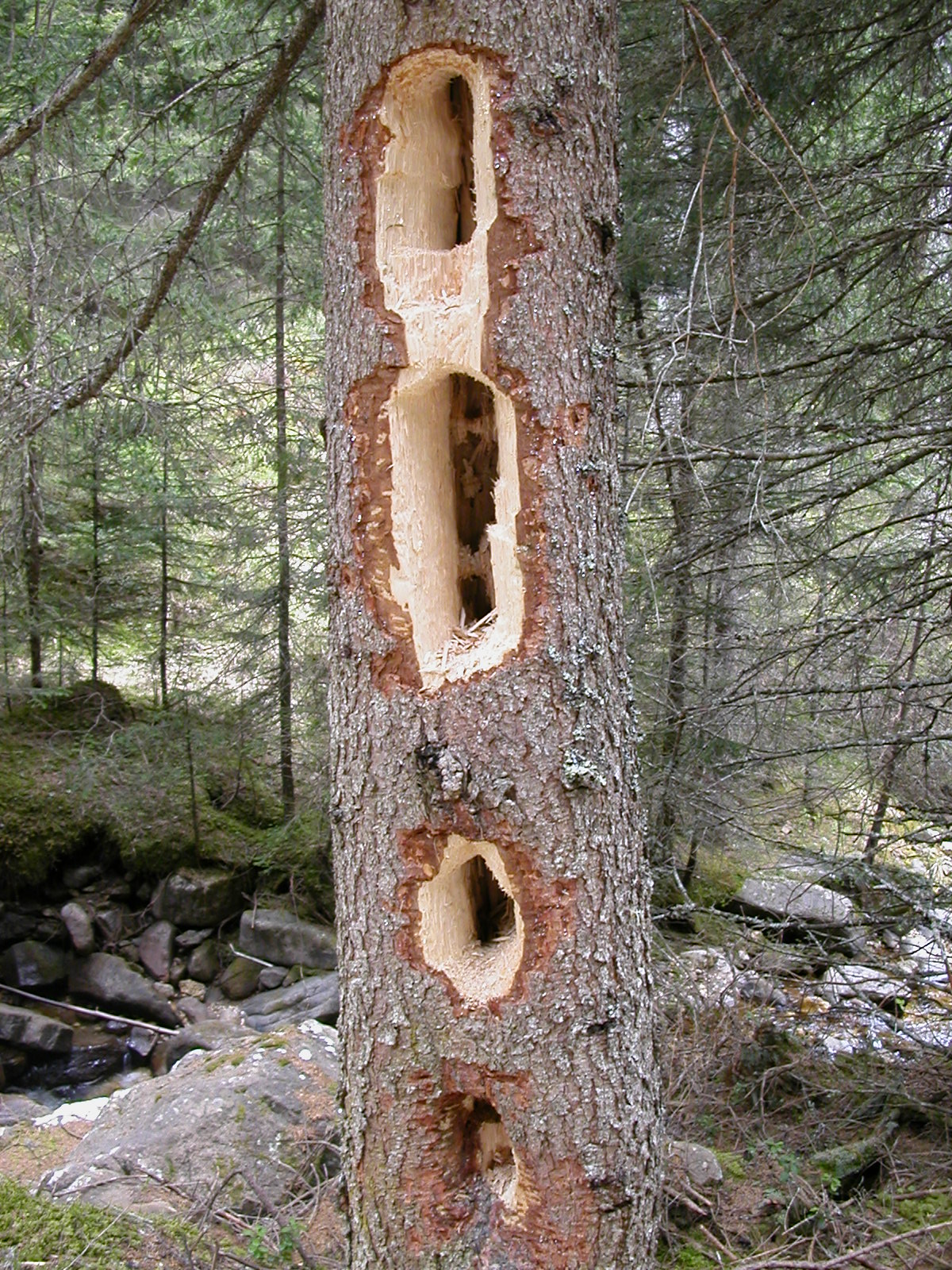
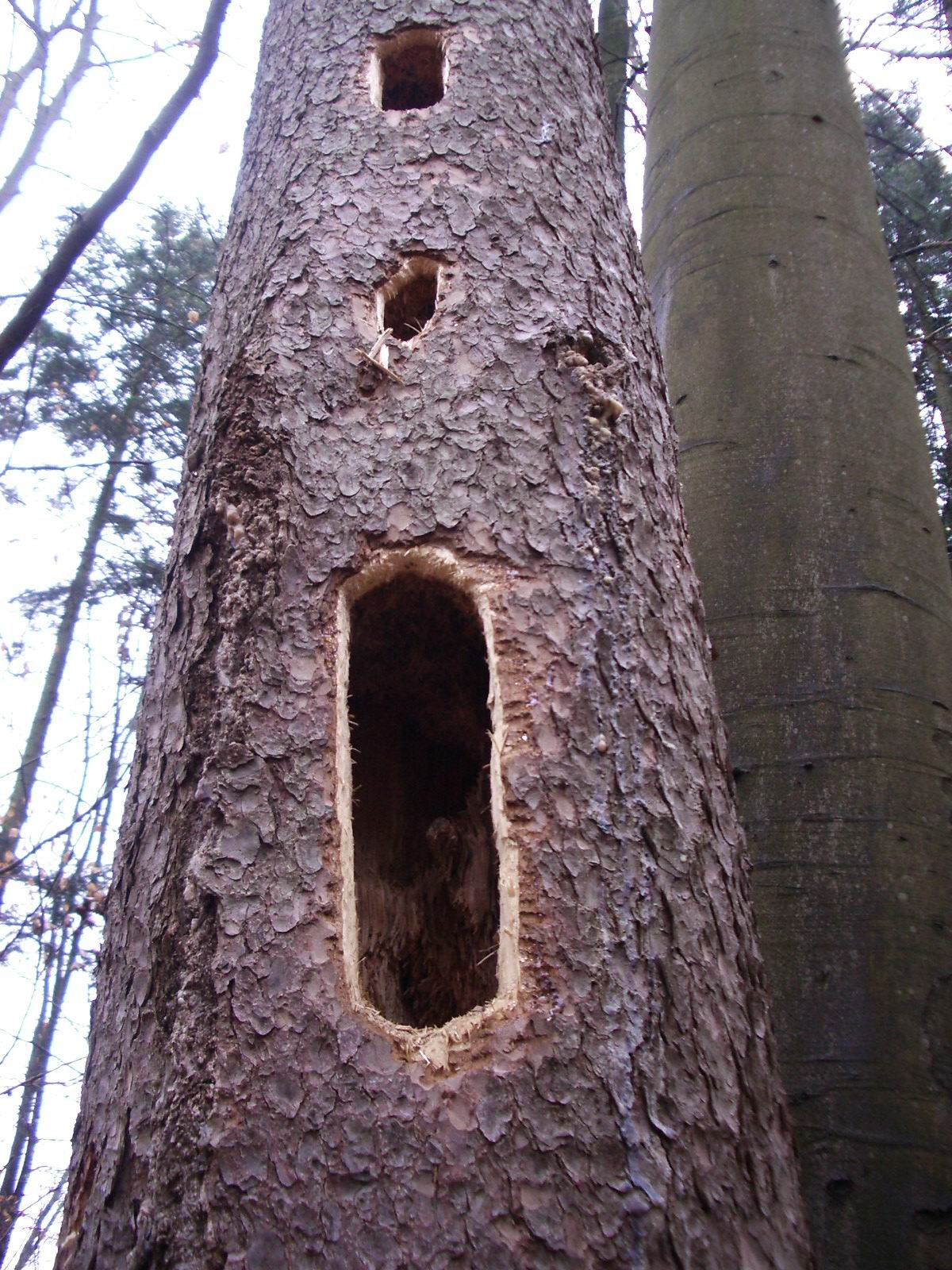
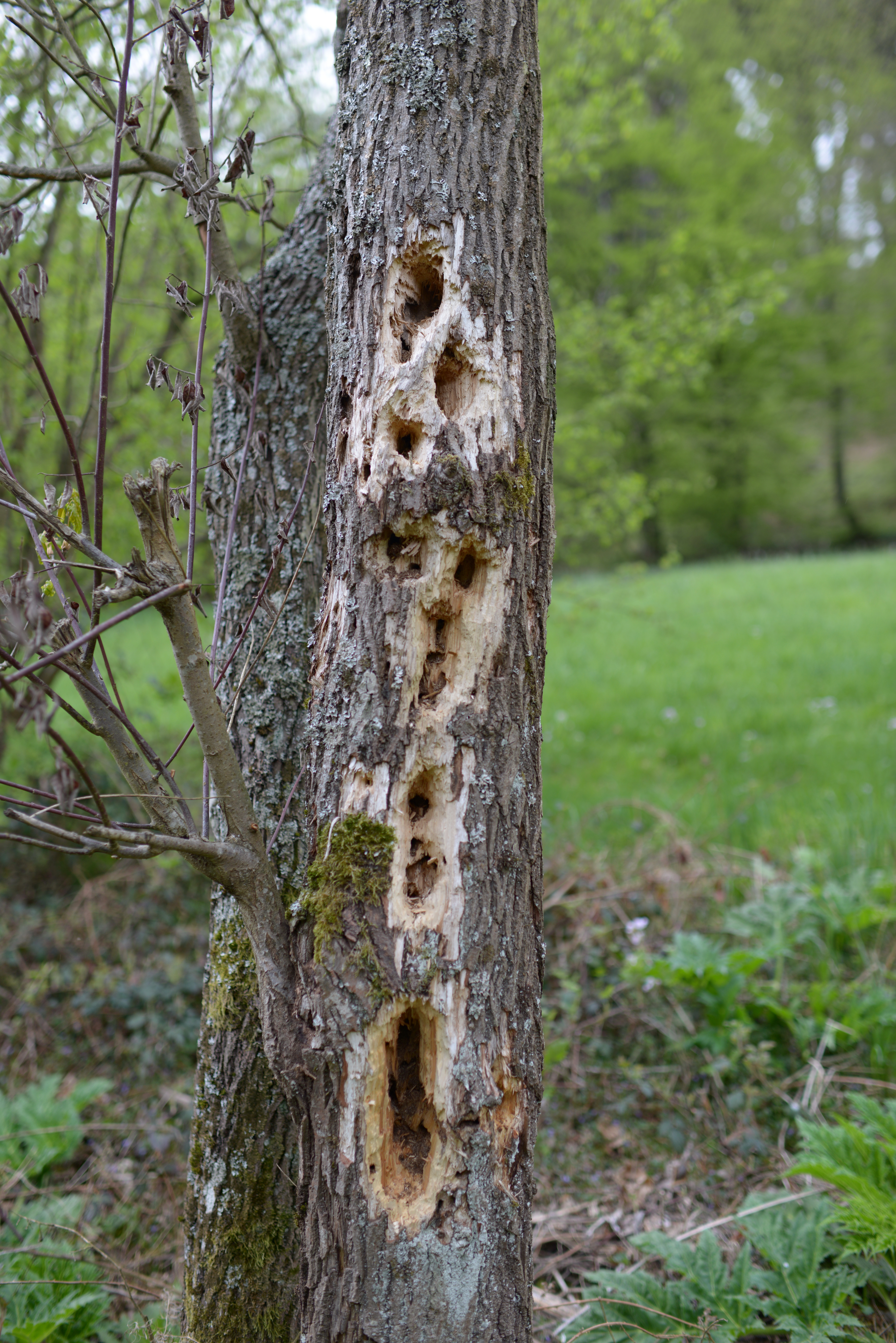
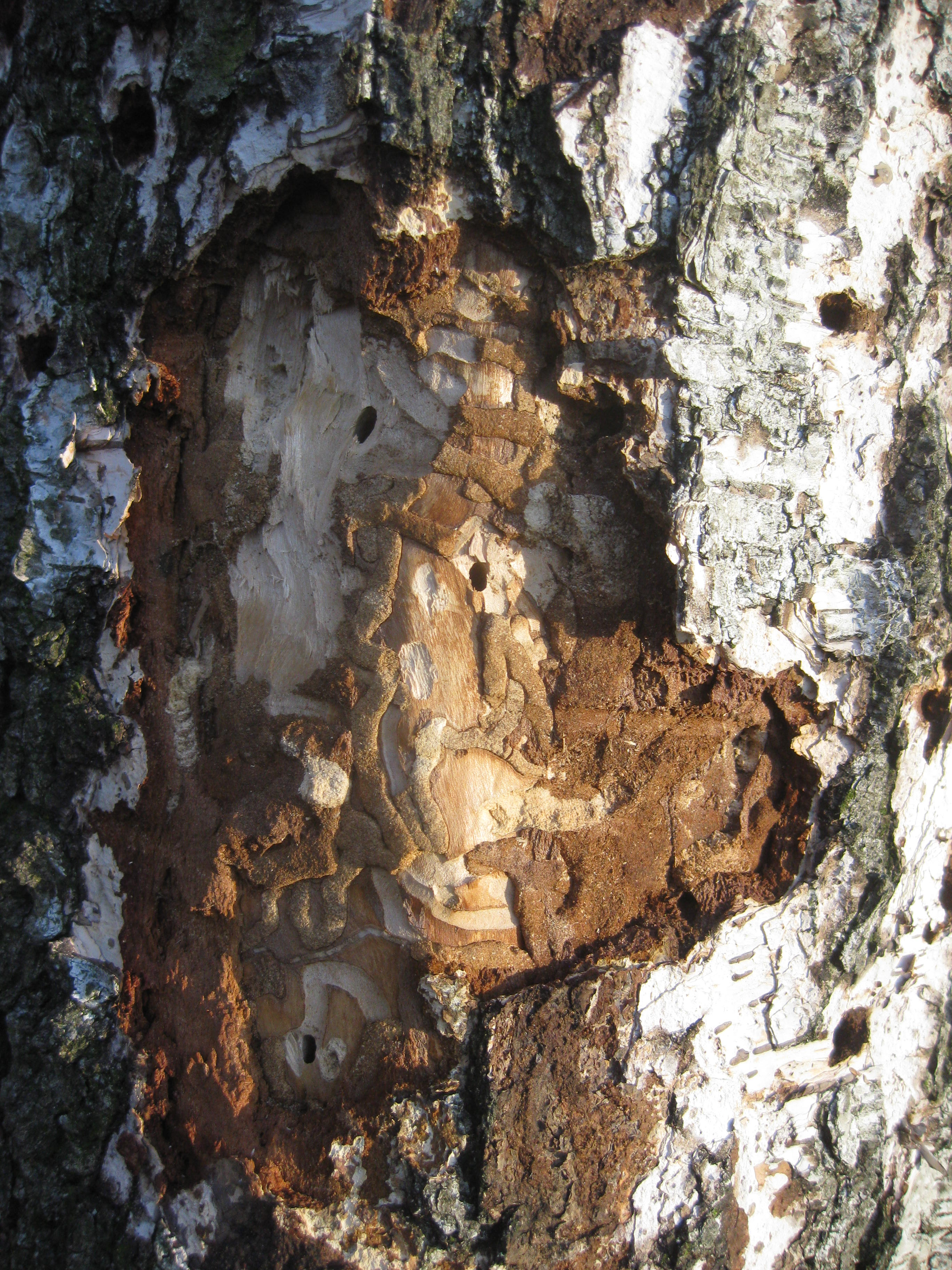

## Vztah k lidem

### Ohrožení a ochrana
Mezinárodní svaz ochrany přírody hodnotí datla černého jako málo dotčený druh, za což může hlavně velmi vysoká početnost druhu a rozsáhlý areál rozšíření. Evropská populace je dokonce na mírném vzestupu s tím, jak areál výskytu druhu expanduje na západ. Datlové černí občas mohou způsobovat limitované škody na dřevěných sloupech elektrického napětí.

### Odkaz v kultuře
Datel černý je odjakživa znám jako „lékař stromů“ nebo „lékař lesa“. Za tento titul vděčí tomu, že zbavuje les dřevokazného hmyzu jako jsou kůrovci, tesaříci nebo mravenci a navíc přispívá lesu tím, že tvoří pro ostatní druhy užitečné dutiny. Německý zoolog Alfred Brehm ve svém monumentálním díle Brehmův život zvířat o datlovi černém napsal toto:
Jak mi Liebe sděluje, bývá v reusském Franckém lese datel černý k rozkazu panujících knížat nejen chráněn, nýbrž i tak dalece pěstován, že se mu tam starší stromy, obzvláště javory a jedle nechávají státi. „Tam žil na osamělém loveckém zámečku Jägersruh uprostřed skvostných starých lesů milovník lesa, který dovedl datly přilákati hvízdáním k nepoznání napodobujícím jejich volání a pak krmil je na střeše kolny potemníky, larvami apod.“ Kdo datla černého zná, dovede oceniti, co tato nápadná důvěřivost znamená.
Brehmův život zvířat, Díl III. Svazek 3, Praha: Nakladatelství J. Otto, 1927
Několik obcí má datla ve svém znaku. Patří k nim německé obce Spechtshorn a Jossgrund nebo bývalá finská obec Pielisjärvi.

Datel černý ve znacích obcí
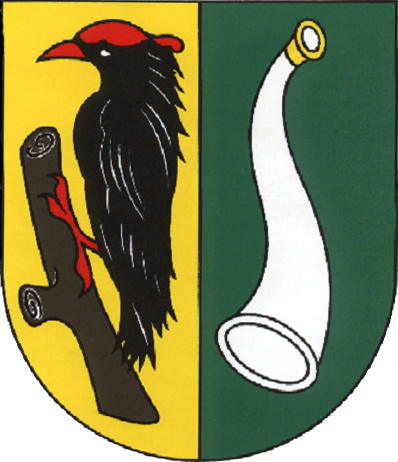
Spechtshorn
Jossgrund
Pielisjärvi

V roce 2007 byl datel černý vyhlášen lotyšským ptákem roku. V roce 2017 Česká společnost ornitologická vyhlásila datla černého českým ptákem roku, protože je „dobrým zprostředkovatelem významu přírodních hodnot“.